# 栗山絵美
栗山 絵美（くりやま えみ、1983年2月13日 - ）は、日本の女優・ファッションモデルである。所属芸能事務所は、CESエンタテインメント。

## 人物
- 1983年（昭和58年）、東京都生まれ。
- 上野学園中学校・高等学校を経て、東京芸術大学音楽学部声楽科卒業。
- 妹はピアニストの栗山梢。
- 南青山少女歌劇団の3期生にして、8期生（退団後再入団）。2006年 ミス・ユニバース・ジャパンのファイナリスト（5位）。

## 主な出演作品

### テレビドラマ
- テレビ東京17時台後半

女子アナ一直線! 第4話 - 7話 （2007年、テレビ東京系） - 中沢イズミ 役
- 土曜ドラマ

ロス:タイム:ライフ 第5節 「幼なじみ編」（2008年3月1日、フジテレビ系） - 友人 役
- Oh!デビー 第4話 （2011年10月、BSスカパー!）

### 映画
- バックダンサーズ! （2006年9月9日公開、ギャガ・コミュニケーションズ）

### 舞台

#### 南青山少女歌劇団の公演
- 放課後のトワイライトシュート （1994年12月21日 - 23日、吉祥寺前進座劇場）
- クリスマスジュリエット 〜イヴの奇跡〜

- 芝美世 役（1999年12月10日 - 12日、銀座博品館劇場）
- 黒田さなえ 役（2000年12月22日 - 24日、銀座博品館劇場）
- ハイスクール Revolution 〜愛と勇気の旅立ち〜 2000年改訂版 （2000年5月13日、熊谷文化創造館さくらめいと太陽のホール） - ミキ 役
- S. C. NANSHO ヒットパレードライブ （2001年3月31日、原宿アストロホール）
- S.C NANSHO 夏祭り 流れ星のララバイ / Happy^3 Festival （2001年8月1日 - 5日、新国立劇場小劇場）

#### その他
- ミュージカル 『美少女戦士セーラームーン』 （1999年3月 - 2000年8月、サンシャイン劇場 他） - 木野まこと / セーラージュピター 役 ※7代目
- ミュージカル 『忍者エール弐』（2002年6月7日 - 9日、東京芸術劇場） - 忍者 藤むらさき 役
- ミュージカル 『ファイティングベイビー〜おなかをけるのはだあれ〜』 （2004年2月14日 - 15日・21日 - 22日・25日、調布市グリーンホール他）
- ネバーランド☆A GO! GO!! （2004年3月24日 - 28日、新宿 SPACE107） - BAMBI 役
- ミュージカル 『ANGEL GATE』 （2007年5月3日 - 6日、新国立劇場） - 天使 ミミ 役
- ライブドラマ2007 『東京等身大 II 〜生きづらい女たち〜』 （2007年8月28日 - 30日、原宿アストロホール） - ファッション誌編集長 猿渡辰子 役
- ネバーランド☆A GO! GO!! （2008年1月31日 - 2月3日、新宿 SPACE107） - BAMBI 役
- Rudolf The Last Kiss （2008年5月6日 - 6月1日、帝国劇場） - アンサンブル
- ドロウジー・シャペロン （2009年1月5日 - 1月29日、日生劇場 　2009年2月地方公演（長崎、名古屋、富山、大阪）） - アンサンブル
- 東京アリス （2009年5月8日 - 5月17日、全労済ホールスペース・ゼロ ） - 円城寺公子 役
- 川平慈英の箱 J's BOX vol 1+1/2 （2009年5月29日 - 30日、恵比寿・エコー劇場） - コーラス出演
- ブロードウェイ・ミュージカル 『キャバレー』（2010年1月7日 - 29日、日生劇場 　2010年2月地方公演（大阪、名古屋、北九州）、2012年3月2日 - 3月18日、東京国際フォーラム、2012年3月 - 4月地方公演（石川、大阪、愛知））
- HYBRID PROJECT Vol.5 『MIDNIGHT　DREAM〜機械城奇譚〜』（2011年11月3日 - 9日、中目黒キンケロ・シアター）
- 川平慈英の箱 J’sBOX　vol.4“Smile”（2011年9月3日 - 4日、ニッポン放送イマジン・スタジオ）
- ミュージカル 『サンセット大通り』（2012年6月16日 - 7月1日、赤坂ACTシアター）
- 舞台「The Great Gatsby In Tokyo」（2022年6月17日 - 21日、三越劇場）[1]
- ミュージカル『ジル・ド・レ 〜吾輩は娼館の蚤である〜』（2023年12月28日 - 31日、ラゾーナ川崎プラザソル）[2]
- 舞台『くちびるに歌を』（2024年6月6日 - 10日、あうるすぽっと）[3]
- 舞台『幕が上がる』（2024年8月21日 - 9月14日、シアター1010 他）[4]
- ミュージカル『ジェイミー』（2025年7月 - 8月、東京建物 Brillia HALL 他） - ミス・ヘッジ 役[5]
- ミュージカル『SPY×FAMILY』2025年公演（2025年9月 - 12月、ウェスタ川越 他）[6]

### ファッションショー
- 2005 サマンサタバサ セレブリティー クリスマスイベント
- マリアシャラポワジャパンツアー2005
- Thamantha Thavasa World Walker presents INTERMIX
- 日本ファッション・ウイーク 2007-08 A/W 東京コレクション